# Phialocephala fluminis
Phialocephala fluminis är en svampart som beskrevs av Shearer, J.L. Crane & M.A. Mill. 1976. Phialocephala fluminis ingår i släktet Phialocephala och familjen Vibrisseaceae.   Inga underarter finns listade i Catalogue of Life.